# 덕산온천지구유
덕산온천지구유(德山溫泉地球乳)는 대한민국 충청남도 예산군 덕산면 사동리에 있는, 온천약수가 나온 것을 기념하고 알리기 위해 세운 비이다. 1984년 5월 17일 충청남도의 문화재자료 제190호로 지정되었다.

## 개요
온천약수가 나온 것을 기념하고 알리기 위해 세운 비이다.
자연스러운 돌의 형태를 그대로 유지한 채 앞·뒤·옆면만 평평하게 다듬었고, 앞면에 ‘지구유’라는 글씨를 큼지막하게 새겨 넣었다.
예산군에서는 1918년 덕산 지역에 덕산온천을 개발하면서 그에 따른 부속건물 공사를 하였다. 그후 1947년에도 지하 180m까지 굴착작업을 진행하였는데, 이 때 온천약수가 나오자, 땅에서 나온 것이라는 의미로 약수의 명칭을 ‘지구유’라고 하여 새로이 건물을 짓고 이 비를 세웠다.

## 참고 문헌
- 덕산온천지구유 - 국가유산청 국가유산포털